# Verkaveling
Verkaveling is de manier waarop land in stukken, kavels geheten, is verdeeld. De term wordt gebruikt in de historische geografie, de agrarische geschiedenis en de stedenbouwkunde ter aanduiding van een bepaald type perceelsvorm.

## Verkaveling in het agrarisch cultuurlandschap
Bij de ontwikkeling van het cultuurlandschap speelt de verkaveling van de cultuurgrond en de vorm van de nederzettingen een belangrijke rol. Dit komt doordat nederzettingsvormen, verkaveling en bodemgesteldheid nauw met elkaar samenhingen vanaf de eerste ontwikkelingsfasen van de landbouw.
Historici en geografen hebben getracht in de veelheid van perceelsvormen orde te scheppen. Bij indelingen in perceelsvormen worden verschillende criteria gebruikt. Men kijkt naar de ligging van het grondbezit ten opzichte van de bedrijven maar vooral ook naar de vorm van de percelen. Vrijwel alle indelingen onderscheiden twee grondvormen, namelijk de blokverkaveling en de strookverkaveling. Daarnaast kan er sprake zijn van mengvormen, zoals blok-strookverkaveling of miedenverkaveling, esverkaveling en Gewannflur.
Het onderscheid tussen blokken en stroken wordt gelegd bij een bepaalde lengte-breedteverhouding. De opvattingen over de drempelwaarden voor de overgang van blok naar strook variëren. In de bestaande indelingen naar verkavelingstypen worden naast vorm ook criteria als regelmaat, aanwezigheid bewoning en bodemgebruik gehanteerd.
Elke kavel kan een andere eigenaar hebben. Vroeger hadden de boeren kleine stukken land, die vaak door elkaar heen lagen. Een boer moest toen over het land van een andere boer lopen of rijden om naar zijn eigen kavel te gaan. De verkaveling wordt in dit geval als versnipperd gekenschetst.
Tegenwoordig is dat veranderd. De specialisatie van de landbouw en de grotere schaal ervan vereisen rechthoekige kavels. Om het landschap naar hun wens in te richten kregen boeren in een bepaalde streek de gelegenheid stukken land te ruilen. Dit proces wordt ruilverkaveling genoemd. Een ontwikkeling in de richting van grote kavels voor monocultuur van bijvoorbeeld gras of mais wordt gekenschetst als een proces van schaalvergroting.

## Stedenbouwkunde
In de stedenbouwkunde wordt een onderscheid gemaakt tussen de stempelverkaveling, strokenverkaveling, hovenverkaveling, verkaveling in vrije compositie, half-open en open verkavelingsvormen.

## Vlaanderen

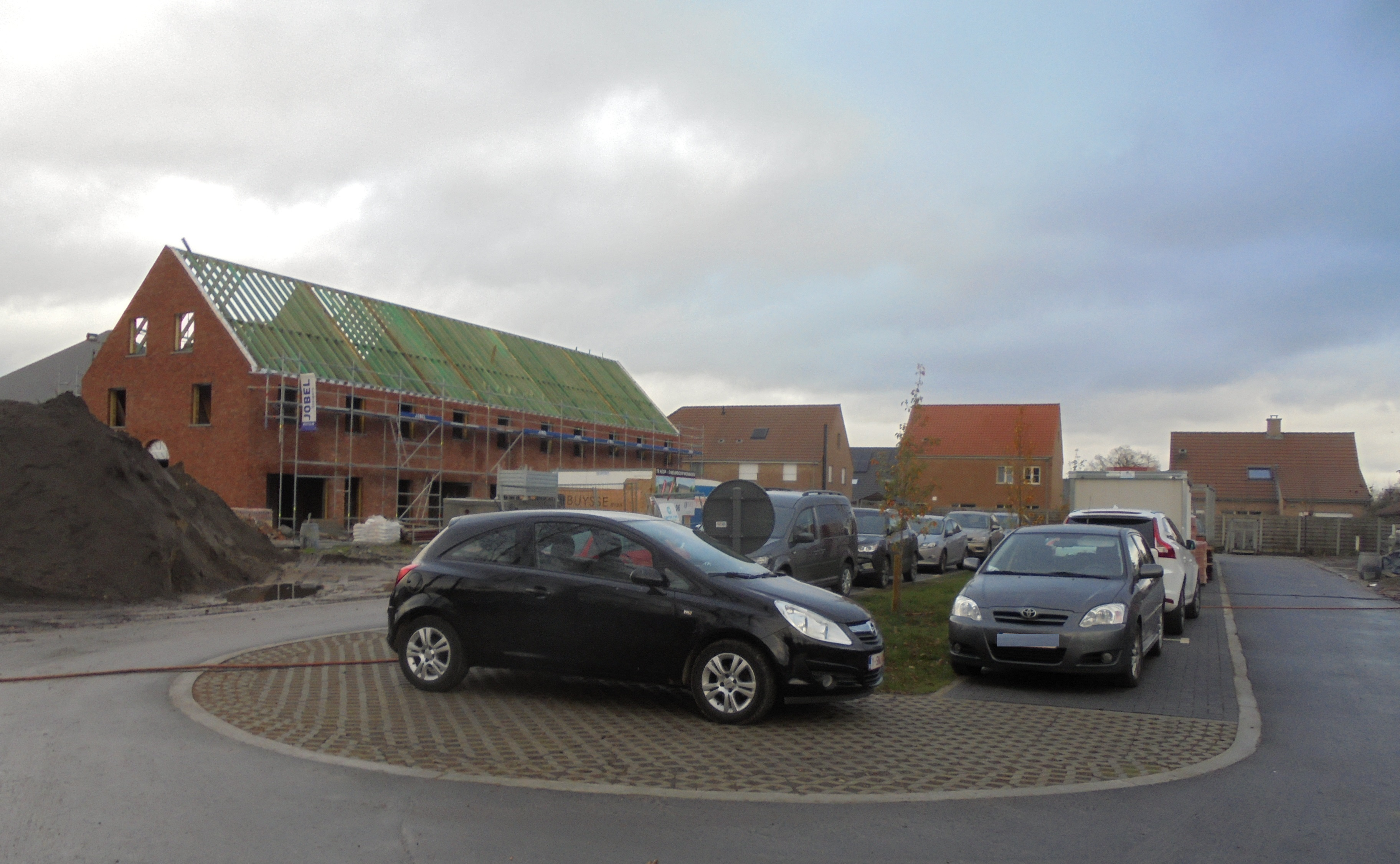
Nieuwe verkaveling - Nevele - Oost-Vlaanderen (2018)

In Vlaanderen wordt onder de term verkaveling verstaan: een stuk grond dat door een projectontwikkelaar is gesplitst in kleinere kavels voor de bouw van met name relatief dure vrijstaande of halfvrijstaande woningen. Inmiddels woont een kwart van de Vlaamse huishoudens in een dergelijke verkaveling, waarvan 80% buiten stedelijk gebied ligt. Geert van Istendael wees in 1988 de verkaveling aan als de broedplaats van het Verkavelingsvlaams ofwel tussentaal: een spreektaal die tussen Algemeen Nederlands en dialect inhangt.